# ラプラ中央林間
ラプラ中央林間（ラプラちゅうおうりんかん）は、神奈川県大和市にある商業施設である。

## 概要
イトーヨーカドー中央林間店跡地に2005年（平成17年）10月5日にオープンした。当初はメイン店舗としてサミットストア ラプラ中央林間店が入居していたが、2011年（平成23年）10月2日をもって閉店した。その後、2012年（平成24年）4月25日にロピア中央林間店がオープンした。他のテナントも多くが入れ替わっており、立地条件の厳しさが窺える。
名称の由来は、気軽に「プラプラ」と寄れる場所。
敷地内にはラプラ中央林間メディカルビルが併設されている。イトーヨーカドー中央林間店が存在していた頃に建てられたものであり、ラプラ中央林間オープン時に現在の名称に変更された。

## テナント
- ロピア
- マツモトキヨシ
- Seria
- 三井住友銀行
- カーブス
- スタジオマリオ
- Hair Spray
- トレジャーファクトリー
- プレマ会 中央林間デイサービスセンター
- 中央林間地域包括センター